# José Alves Cançado
José Alves Cançado (Pitangui, 21 de abril de 1920 - Belo Horizonte, 3 de julho de 1989) foi um militar, aviador e mecânico de aviões brasileiro.
José Alves Cançado lutou na Itália durante a Segunda Guerra Mundial pela Força Expedicionária Brasileira, sendo Chefe da Equipe de Mecânicos do avião D-4. Fez treinamento no Panamá, em Suffolk e na Itália.
Recebeu importantes condecorações, como a da Campanha da Itália e a Presidential Unit Citation. Ao regressar ao Brasil, fez o curso de Oficial Especialista. Serviu durante muitos anos na função de Especialista, até sua reforma no Posto de Major. Era portador de Diabetes tipo 2.
Faleceu, em 1989, em Belo Horizonte, de Pneumonia, agravada pela Diabetes.
Era primo de segundo grau de Antônio Augusto Cançado Trindade, jurista brasileiro.
No ano de 2000, foi homenagenado com a nomeação de uma rua de Belo Horizonte pela lei municipal sancionada pelo então prefeito Célio de Castro.